# Anstenoptilia
Anstenoptilia är ett släkte av fjärilar. Anstenoptilia ingår i familjen fjädermott.
Kladogram enligt Catalogue of Life:
| Anstenoptilia | \| \| Anstenoptilia marmarodactyla \| \| \| \| \| \| Anstenoptilia pasadenensis \| \| \| \| |
|               | \| \| Anstenoptilia marmarodactyla \| \| \| \| \| \| Anstenoptilia pasadenensis \| \| \| \| |
|               | Anstenoptilia marmarodactyla                                                                |
|               |                                                                                             |
|               | Anstenoptilia pasadenensis                                                                  |
|               |                                                                                             |